# Karel Bořivoj Presl
Karel Bořivoj Presl (Boémia, República Tcheca, 1794 — 1852) foi um botânico tcheco.

## Biografia
Foi professor de Ciência Natural em Praga, autor de Reliquiae Haenkeanae que descreve espécies de plantas do Brasil. Dentre outros estabeleceu três gêneros de Orchidaceae do Brasil: Elleanthus, Cyclopogon e Sarcoglottis .

## Obras
- "Reliquiae Haenkeanae…". 1825–1835
- "Flora sicula, exhibens plantas vasculosas in Sicilia…". 1826
- "Lepisia, Novum Plantarum Genus". Pragae [Praha],  C. Presl, 30 mayo 1829
- "Repertorium Botanicae Systematicae" C. Presl, 1, nov-dic 1833; fasc. 2, 1834
- "Epistola de Symphysia, Novo Genere Plantarum, ad Illustrissimum Liberum Baronem Josephum de Jacquin" C. Presl, marzo 1827
- "Thysanachne, Novum Plantarum Genus". Pragae [Praha], C. Presl, 30 mayo 1829
- "Botanische Bemerkungen", C. Presl, 1844
- "Hymenophyllaceae", C. Presl, finales de 1843
- "Reliquiae Haenkeanae", C. Presl, 2 volúmenes en 7 partes 1825-1835
- "Pedilonia, Novum Plantarum Genus". Pragae [Praha], C. Presl, 15 mayo 1829
- "Beschreibung Zweier Neuen Boehmischen Arten der Gattung Asplenium", C. Presl, 1836
- "Epimeliae Botanicae". Pragae [Praha], C. Presl, octubre 1851
- "Tentamen Pteridographiae", C. Presl, 2 diciembre 1836
- "Cyperaceae et Gramineae Siculae". Pragae [Praha], C. Presl, 1820
- "Didymonema, Novum Plantarum Genus". Pragae [Praha], C. Presl, 30 mayo 1829
- "Vegetabilia Cryptogamica Boemiae Collecta a Joanne et Carolo", C. Presl Fasc. 1. Nº 1-25. Marzo 1812. Fasc. 2. Nº 26-50. mayo 1812
- "Symbolae Botanicae sive Descriptiones et Icones Plantarum Novarum ...  C. Presl, 2 volúmenes
- "Steudelia, Novum Plantarum Genus". Pragae [Praha], C. Presl, 30 mayo 1829
- "Prodromus Monographiae Lobeliacearum", C. Presl, jul-ago 1836
- "Flora Sicula", C. Presl, 1826
- "Supplementum Tentaminis Pteridographiae, Continens Genera et Species Ordinum Dictorum Marattiaceae, Ohioglossaceae, Osmundaceae, Schizaeaceae et Lygodiaceae", Pragae [Praha], C. Presl, 1845
- "Polpoda, Novum Plantarum Genus". Pragae [Praha], C. Presl, 30 mayo 1829
- "Scyphaea, Novum Plantarum Genus". Pragae [Praha], C. Presl, 30 mayo 1829